# Los Náufragos (banda)
Los Náufragos es una banda rock/beat argentina nacida a mediados del año 1968, considerada uno de los grupos pioneros en su género. Sus miembros actuales son: Luis Borjas, Marcelo Huertas, Christian Colaizo, Fernando Codazzi y Carlos Olano.

## Historia

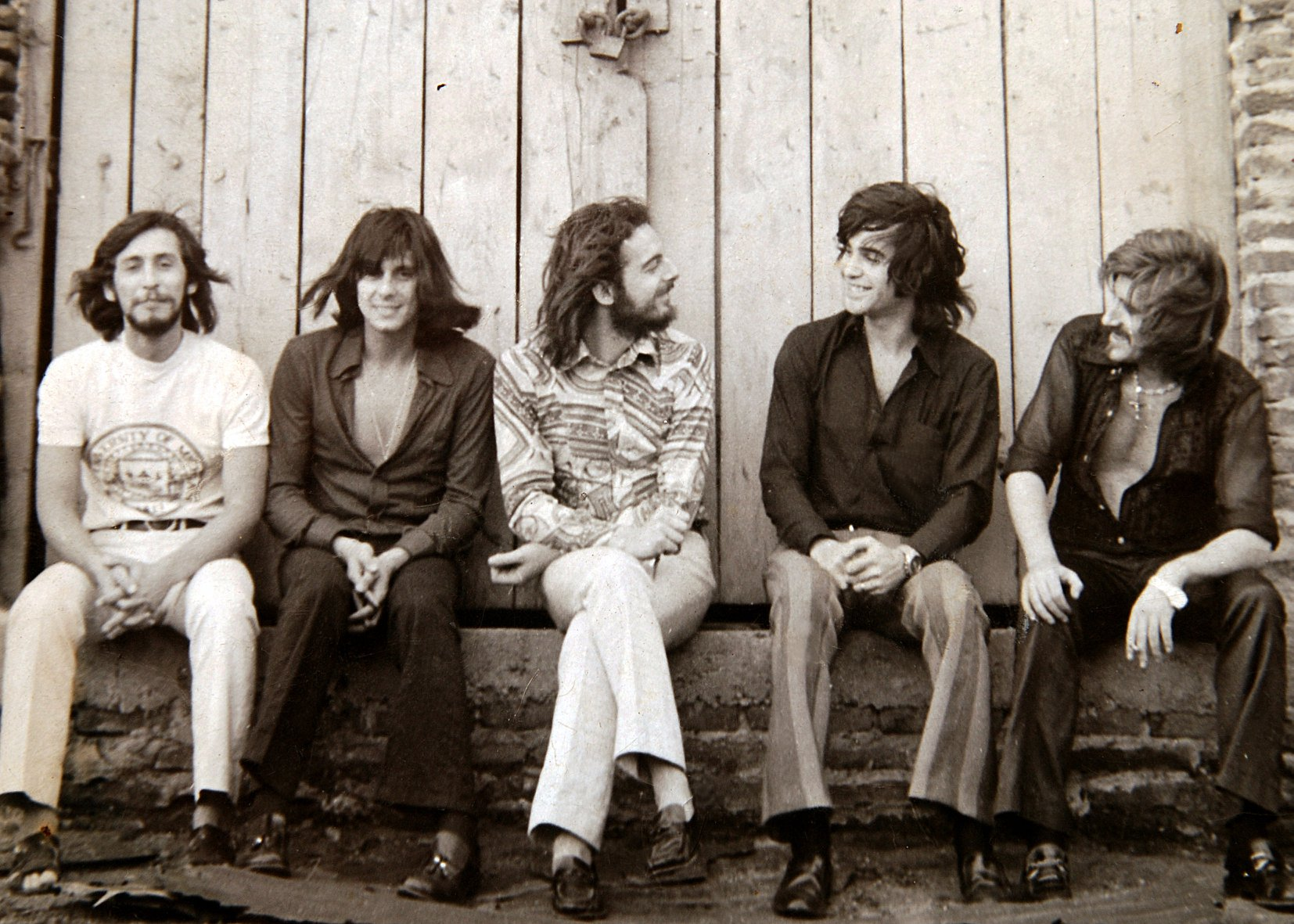
Primera formación de Los Náufragos, 1968.

Su aparición pública sucedía en la primavera de 1968, cuando lograron que en el sello CBS les grabaran su primer simple interpretando el primer tema compuesto por Tanguito, llamado "Sutilmente, a Susana".
Para el segundo simple ("Eloise / Vuelvo a Naufragar"), el sello incorpora como productor y luego figura clave a Francis Smith, quien más tarde se convertiría en uno de los mayores autores de poprock.
Fue uno de los grupos más exitosos de su época con hits como "Vuelvo a Naufragar". Luego vinieron "Otra vez en la vía" y "Yo en mi casa y ella en el bar", con los que vendieron más de un millón de copias ganando así su primer disco de oro. Más tarde llegaría "Zapatos rotos", "Te quiero ver bailar", "De boliche en boliche", entre otros éxitos. Los miembros de la primera formación eran: Guillermo Cimadevilla, Gustavo Alessio, Quique Villanueva, Carlos "Rocky" Nilson y Fredy Zorogastua. También formaron parte Pajarito Zaguri, Gervasio Viera, Roberto "Junior" Cesari, Gustavo Bergali, Rubén Barbieri (hermano del Gato Barbieri) y Christian Kellens. Y otros músicos como Jimmy Arce y el trompetista Fats Fernández como invitado. 
A partir de su primer éxito "Vuelvo a naufragar", Los Náufragos comienzan a producir una saga de éxitos de inusitada relevancia en toda Latinoamérica, de tal manera que en el año 1973 la revista Cashbox menciona a Los Náufragos como el grupo que más simples en español había vendido en el mundo en toda la historia. 
En el año 1991 ingresa como cantante Luis Borjas (actual cantante del grupo) y  la banda vuelve a tener repercusión a través del programa Ritmo de La Noche conducido por Marcelo Tinelli, con el tema Gomazo.  
En julio del 2020 vuelven a grabar y se publica el álbum que lleva el título Qué Confusión, conteniendo cinco nuevas grabaciones, el cual es distribuido por Farolatino a todas las plataformas digitales. De la misma manera se publica Grandes éxitos (2020), En vivo desde casa (2021) y los singles "Hoy es Navidad" con Cris Manzano (2022),  y en el año 2023 una nueva versión de "Yo te quiero de verdad" y el inédito "La Madre más Dulce".  
Actualmente el grupo se ha convertido en uno de los referentes más importantes del pop argentino de la década del '70 y sus shows son constantemente requeridos en casinos y hoteles internacionales de gran parte de Sudamérica.

## Discografía

### Álbumes
- 1969: Otra vez en la vía
- 1970: Los Náufragos
- 1970: Te quiero ver bailar
- 1987: Estoy del tomate
- 1991: Baila bamba

### Álbumes recopilatorios
- 1977: Los más grandes éxitos (1969-1976)
- 1996: Ídolos de siempre
- 1999: 20 grandes éxitos (Con Grupo Safari)
- 2004: De colección (con Grupo Safari)

### EP
- 2004: Grandes éxitos
- 2020: Que confusión
- 2021: En vivo desde casa

### Sencillos

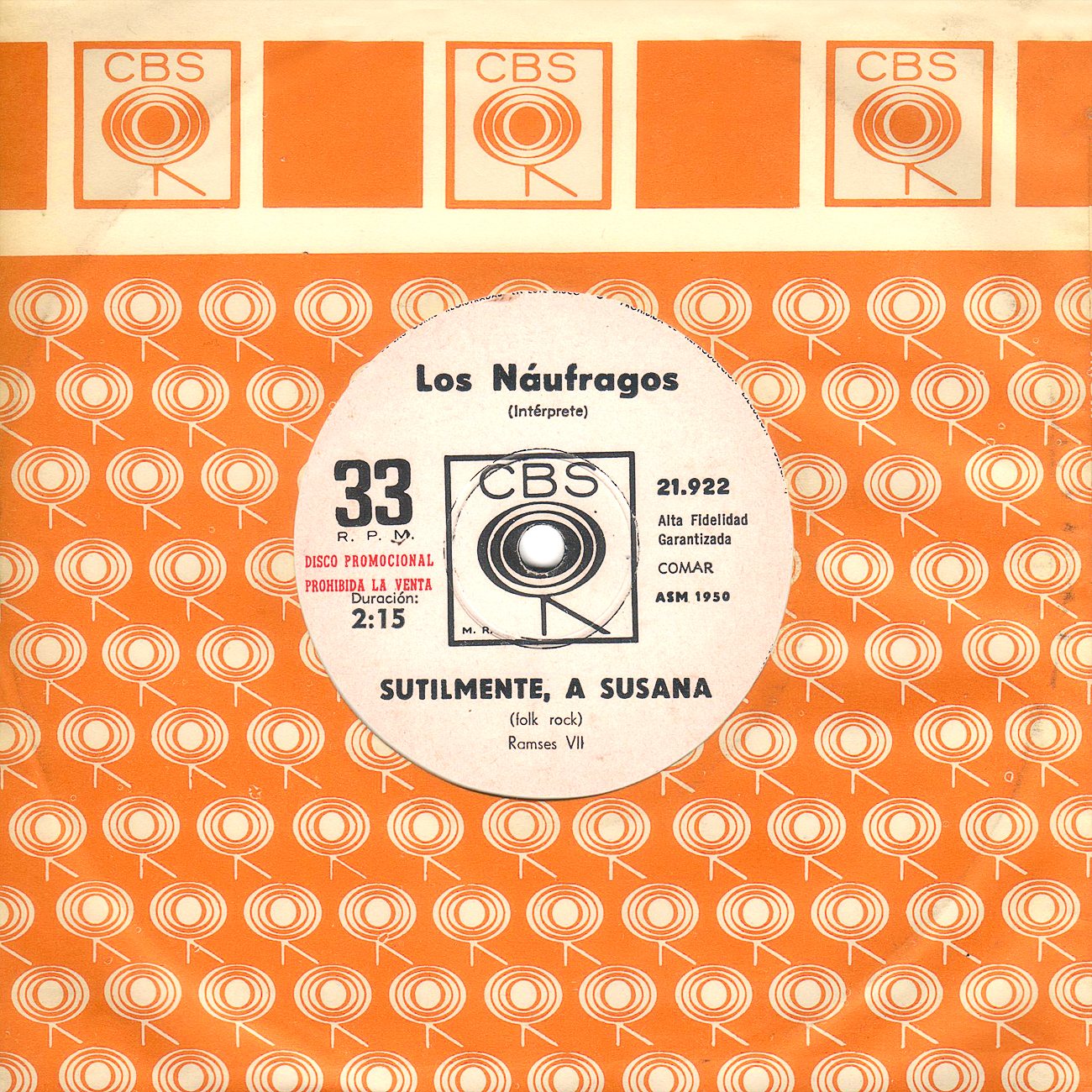
Vinilo del primer sencillo de Los Náufragos, «Sutilmente, a Susana» (1968).

- 1968: Sutilmente, a Susana / La leyenda de Xanadú
- 1968: Vuelvo a naufragar / Eloise
- 1969: Zapatos rotos / Quedate piola Vicente
- 1970: De boliche en boliche / Cargue coraje
- 1970: Cara de sueño / Que tipo raro
- 1970: Como atrapa Mar del Plata / Si el amor te trata mal
- 1972: Yo te quiero de verdad / Nada mejor que el tiempo pasado
- 1972: Dime linda chiquilina / Y tiene mucho que ver
- 1974: Hoy es tu primer día de amor / Mardel Mardel mi Mar del Plata
- 1975: Ladrón de sueños / Quiero estar solo con vos
- 1976: Loco por tu culpa / Cuando vuelva a tu lado
- 1976: En tus ojos brilla el sol / Otro atardecer
- 1977: Pájaro de Jean
- 1992: Gomazo / Ritmo de la noche
- 2020: Que confusión
- 2021: Quedate en casa
- 2022: Hoy es Navidad (con Cris Manzano)
- 2023: Yo te quiero de verdad
- 2023: La madre más dulce